# Руда-Камеральна
Руда-Камеральна (пол. Ruda Kameralna) — село в Польщі, у гміні Заклічин Тарновського повіту Малопольського воєводства.
Населення — 318 осіб (2011).
У 1975-1998 роках село належало до Тарновського воєводства.

## Демографія
Демографічна структура станом на 31 березня 2011 року:
|          | Загалом | Допрацездатний вік | Працездатний вік | Постпрацездатний вік |
| -------- | ------- | ------------------ | ---------------- | -------------------- |
| Чоловіки | 149     | 33                 | 100              | 16                   |
| Жінки    | 169     | 33                 | 90               | 46                   |
| Разом    | 318     | 66                 | 190              | 62                   |